# Crouzet-Migette
Pour les articles homonymes, voir Crouzet et Migette.
Ne doit pas être confondu avec Le Crouzet.
Crouzet-Migette est une commune française située dans le département du Doubs, la région culturelle et historique de Franche-Comté et la région administrative Bourgogne-Franche-Comté.
Ses habitants sont les Niauds et les Niaudes.

## Géographie

### Toponymie
Crouzet est devenue Crouzet-Migette par décret du 22 février 1923.

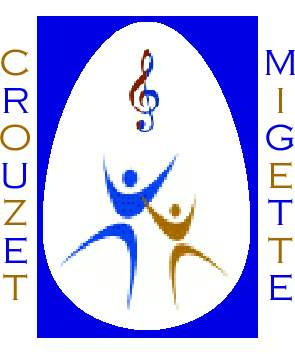
Logo de la commune depuis 2009.

### Climat
Pour des articles plus généraux, voir Climat de la Bourgogne-Franche-Comté et Climat du Doubs.
En 2010, le climat de la commune est de type climat de montagne, selon une étude du Centre national de la recherche scientifique s'appuyant sur une série de données couvrant la période 1971-2000. En 2020, Météo-France publie une typologie des climats de la France métropolitaine dans laquelle la commune est exposée à un climat semi-continental et est dans la région climatique  Jura, caractérisée par une forte pluviométrie en toutes saisons (1 000 à 1 500 mm/an), des hivers rigoureux et un ensoleillement médiocre. 
Pour la période 1971-2000, la température annuelle moyenne est de 8,9 °C, avec une amplitude thermique annuelle de 17 °C. Le cumul annuel moyen de précipitations est de 1 485 mm, avec 13,8 jours de précipitations en janvier et 10,1 jours en juillet. Pour la période 1991-2020, la température moyenne annuelle observée sur la station météorologique de Météo-France la plus proche, « Coulans », sur la commune d'Éternoz à 6 km à vol d'oiseau, est de 10,5 °C et le cumul annuel moyen de précipitations est de 1 259,2 mm. 
La température maximale relevée sur cette station est de 38,7 °C, atteinte le 24 août 2023 ; la température minimale est de −18,9 °C, atteinte le 20 décembre 2009,,. 
Les paramètres climatiques de la commune ont été estimés pour le milieu du siècle (2041-2070) selon différents scénarios d'émission de gaz à effet de serre à partir des nouvelles projections climatiques de référence DRIAS-2020. Ils sont consultables sur un site dédié publié par Météo-France en novembre 2022.

## Urbanisme

### Typologie
Au 1er janvier 2024, Crouzet-Migette est catégorisée commune rurale à habitat dispersé, selon la nouvelle grille communale de densité à 7 niveaux définie par l'Insee en 2022.
Elle est située hors unité urbaine et hors attraction des villes,.

### Occupation des sols
L'occupation des sols de la commune, telle qu'elle ressort de la base de données européenne d’occupation biophysique des sols Corine Land Cover (CLC), est marquée par l'importance des forêts et milieux semi-naturels (63,2 % en 2018), une proportion identique à celle de 1990 (63,2 %). La répartition détaillée en 2018 est la suivante : forêts (63,2 %), prairies (26,3 %), zones agricoles hétérogènes (5,5 %), zones urbanisées (5 %). L'évolution de l’occupation des sols de la commune et de ses infrastructures peut être observée sur les différentes représentations cartographiques du territoire : la carte de Cassini (XVIIIe siècle), la carte d'état-major (1820-1866) et les cartes ou photos aériennes de l'IGN pour la période actuelle (1950 à aujourd'hui).

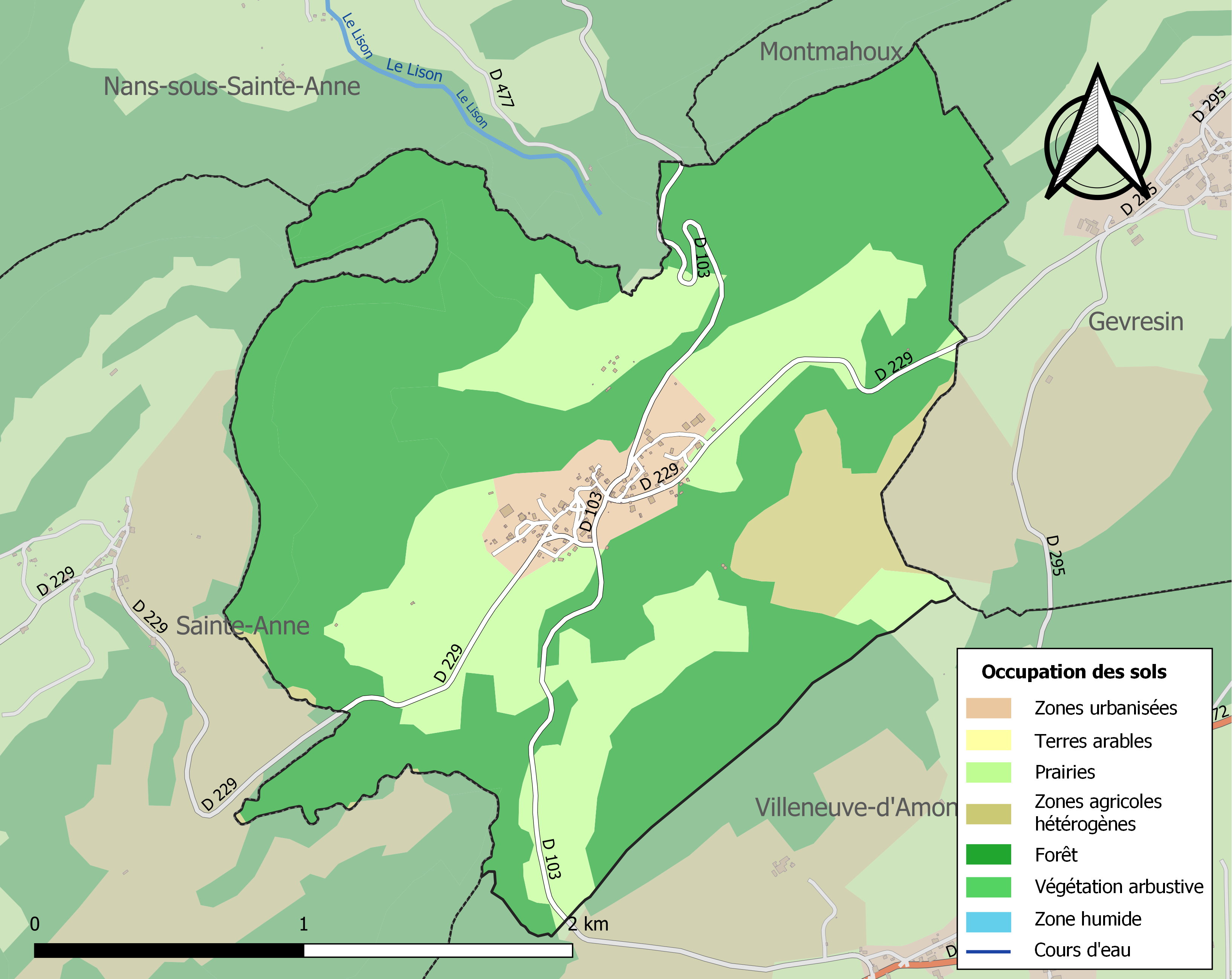
Carte des infrastructures et de l'occupation des sols de la commune en 2018 (CLC).

## Politique et administration
| Période                                  | Période                     | Identité                                     | Étiquette | Qualité |
| ---------------------------------------- | --------------------------- | -------------------------------------------- | --------- | ------- |
| avant 1981                               | ?                           | Jean-Pierre Tonnin                           |           |         |
| mars 2011                                | 2014                        | Annie Debray                                 |           |         |
| mars 2014                                | En cours (au 1er juin 2020) | Michel Debray Réélu pour le mandat 2020-2026 | SE        | Cadre   |
| Les données manquantes sont à compléter. |                             |                                              |           |         |

## Démographie
L'évolution du nombre d'habitants est connue à travers les recensements de la population effectués dans la commune depuis 1793. Pour les communes de moins de 10 000 habitants, une enquête de recensement portant sur toute la population est réalisée tous les cinq ans, les populations de référence des années intermédiaires étant quant à elles estimées par interpolation ou extrapolation. Pour la commune, le premier recensement exhaustif entrant dans le cadre du nouveau dispositif a été réalisé en 2006.

En 2022, la commune comptait 117 habitants, en évolution de −0,85 % par rapport à 2016 (Doubs : +1,88 %, France hors Mayotte : +2,11 %).
| 1793 | 1800 | 1806 | 1821 | 1831 | 1836 | 1841 | 1846 | 1851 |
| ---- | ---- | ---- | ---- | ---- | ---- | ---- | ---- | ---- |
| 175  | 198  | 242  | 251  | 294  | 274  | 221  | 217  | 196  |

| 1856 | 1861 | 1866 | 1872 | 1876 | 1881 | 1886 | 1891 | 1896 |
| ---- | ---- | ---- | ---- | ---- | ---- | ---- | ---- | ---- |
| 208  | 224  | 229  | 191  | 172  | 170  | 163  | 171  | 156  |

| 1901 | 1906 | 1911 | 1921 | 1926 | 1931 | 1936 | 1946 | 1954 |
| ---- | ---- | ---- | ---- | ---- | ---- | ---- | ---- | ---- |
| 128  | 133  | 110  | 116  | 159  | 123  | 106  | 95   | 97   |

| 1962 | 1968 | 1975 | 1982 | 1990 | 1999 | 2006 | 2011 | 2016 |
| ---- | ---- | ---- | ---- | ---- | ---- | ---- | ---- | ---- |
| 93   | 77   | 52   | 54   | 74   | 93   | 128  | 122  | 118  |

| 2021 | 2022 | - | - | - | - | - | - | - |
| ---- | ---- | - | - | - | - | - | - | - |
| 116  | 117  | - | - | - | - | - | - | - |

## Lieux et monuments
- L'église Saint-Thiébaud avec son clocher porche couvert d'un dôme à l'impériale intégrant un cadran d'horloge sur chaque face et présentant des murs extérieurs protégés par des tuiles arrondies. L'édifice possède une cloche de 164 livres qui fut installée et bénie le 4 mai 1741, à laquelle on donna le nom de « Pierrette ». Ce n'est que le 30 septembre 1807 que Crouzet devint paroisse.
- L'ancienne abbaye Notre-Dame de Migette, installée en contrebas du village dans le vallon du ruisseau de Château-Renaud, qui accueillait des femmes.

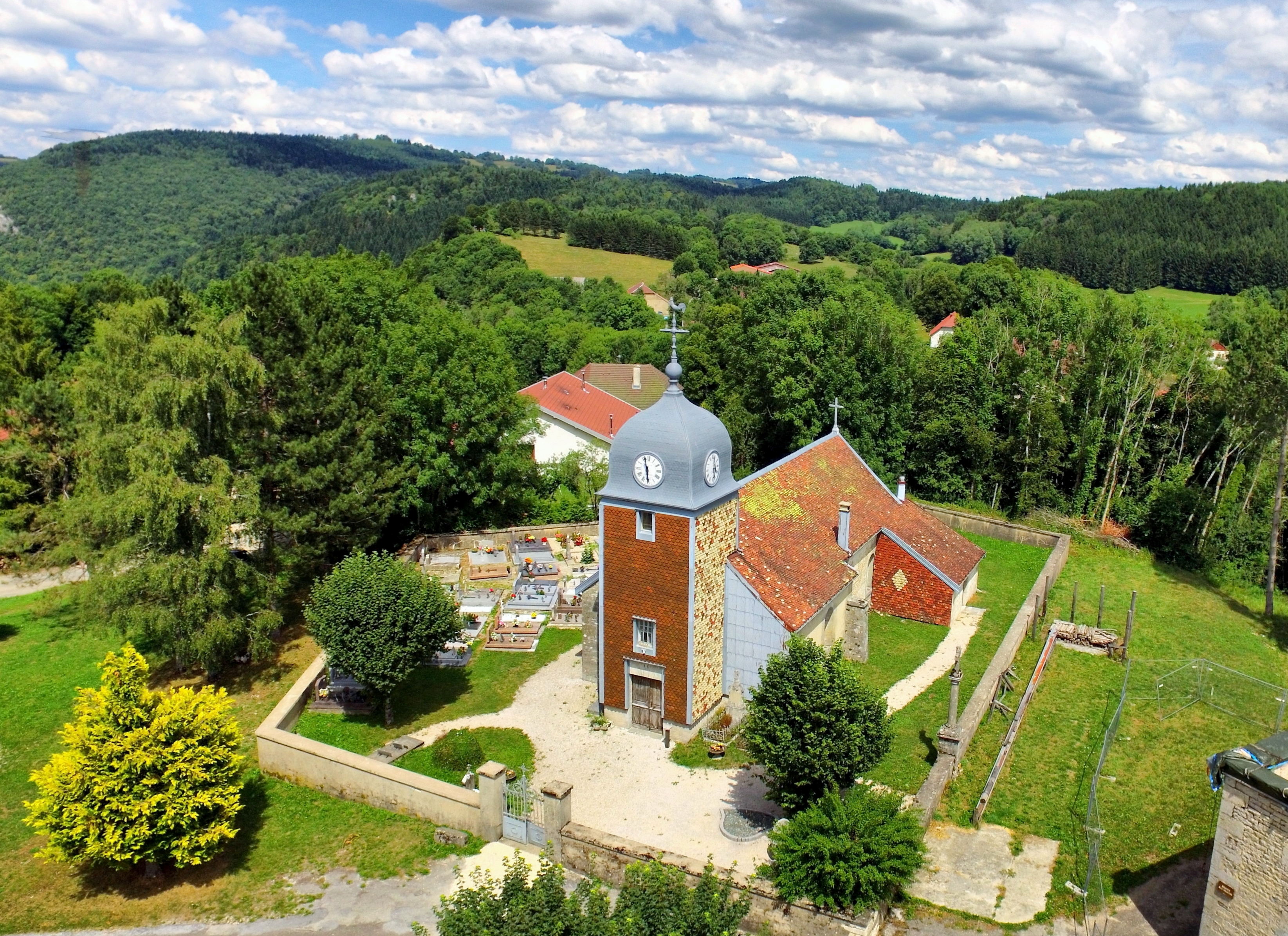
L'église Saint-Thiébaud.
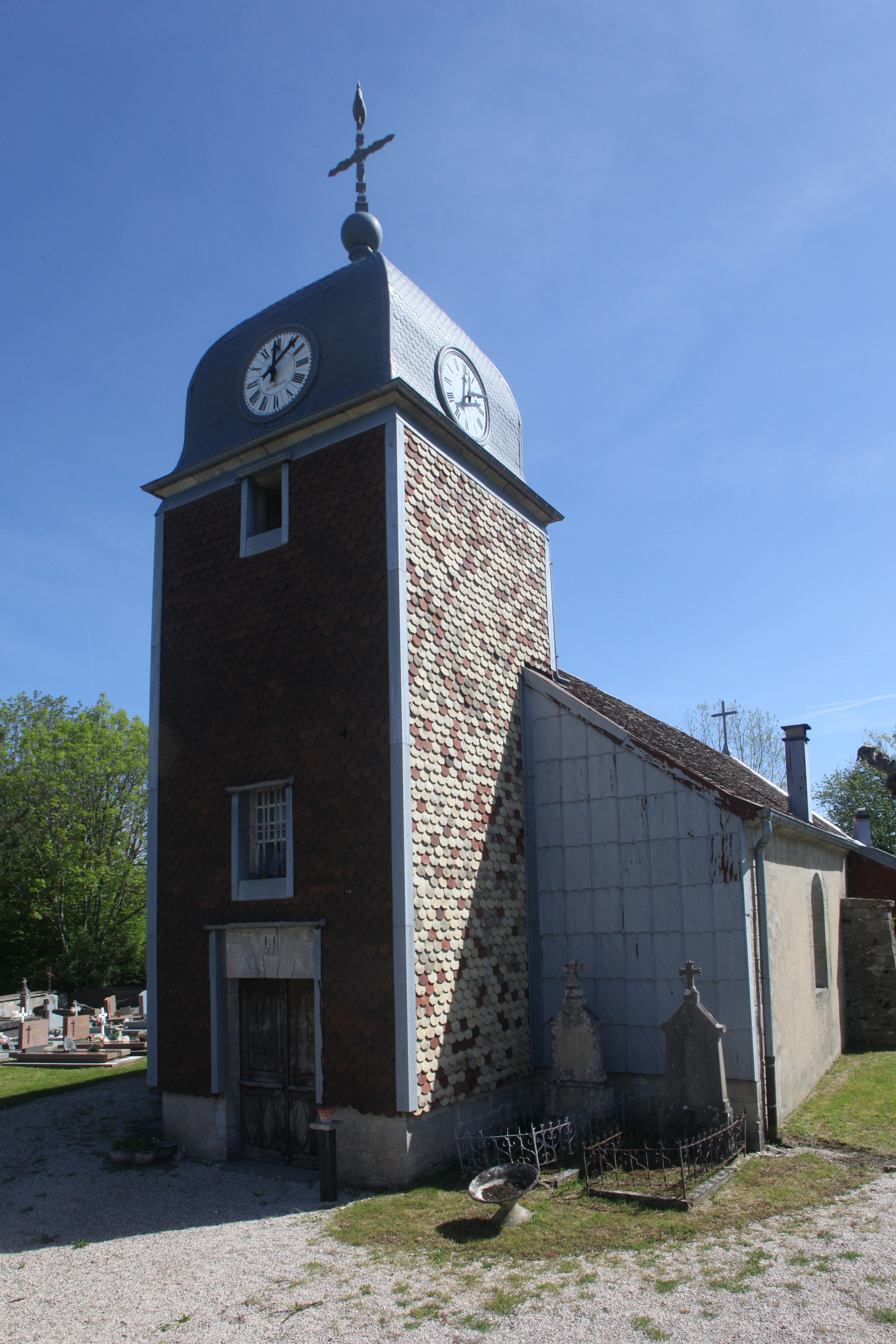
Le clocher-porche.
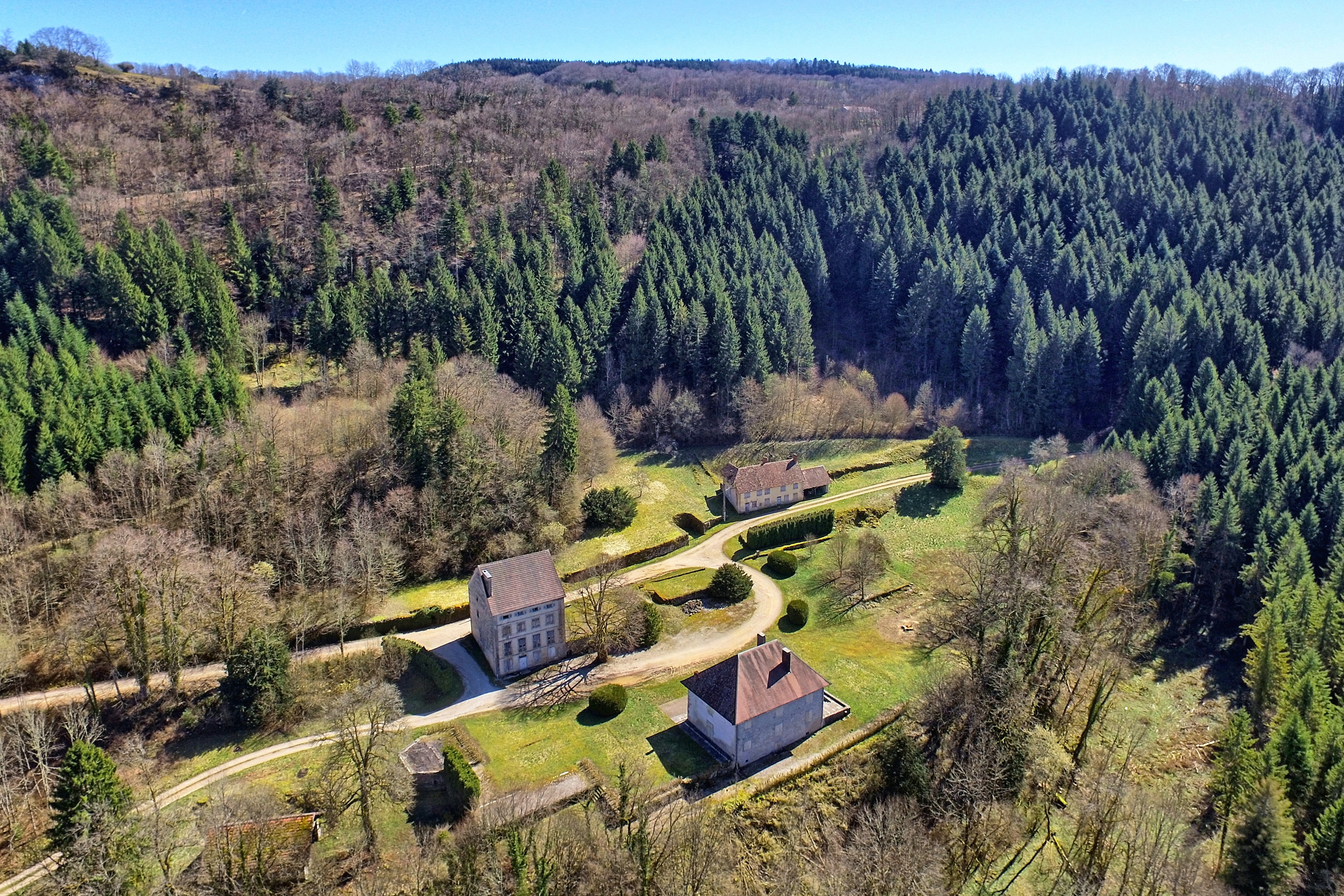
Les vestiges de l'ancienne abbaye de Migette.

- Le pont du Diable construit au XIXe siècle, au-dessus de la cascade du ruisseau de Château-Renaud, pour la route reliant Sainte-Anne et Crouzet-Migette. L'ingénieur a fait sculpter une tête de Diable à la clef amont du pont.
- Le ruisseau de Château-Renaud et sa cascade du Diable située juste en dessous du pont. La gorge correspond à une reculée du Lison. Le ruisseau de Château-Renaud suit d'ordinaire un parcours souterrain et alimente ainsi la source du Lison qui est une résurgence. La partie aérienne du ruisseau ne contient de l'eau qu'en cas de précipitations importantes et elle va alors se déverser dans le creux Billard.

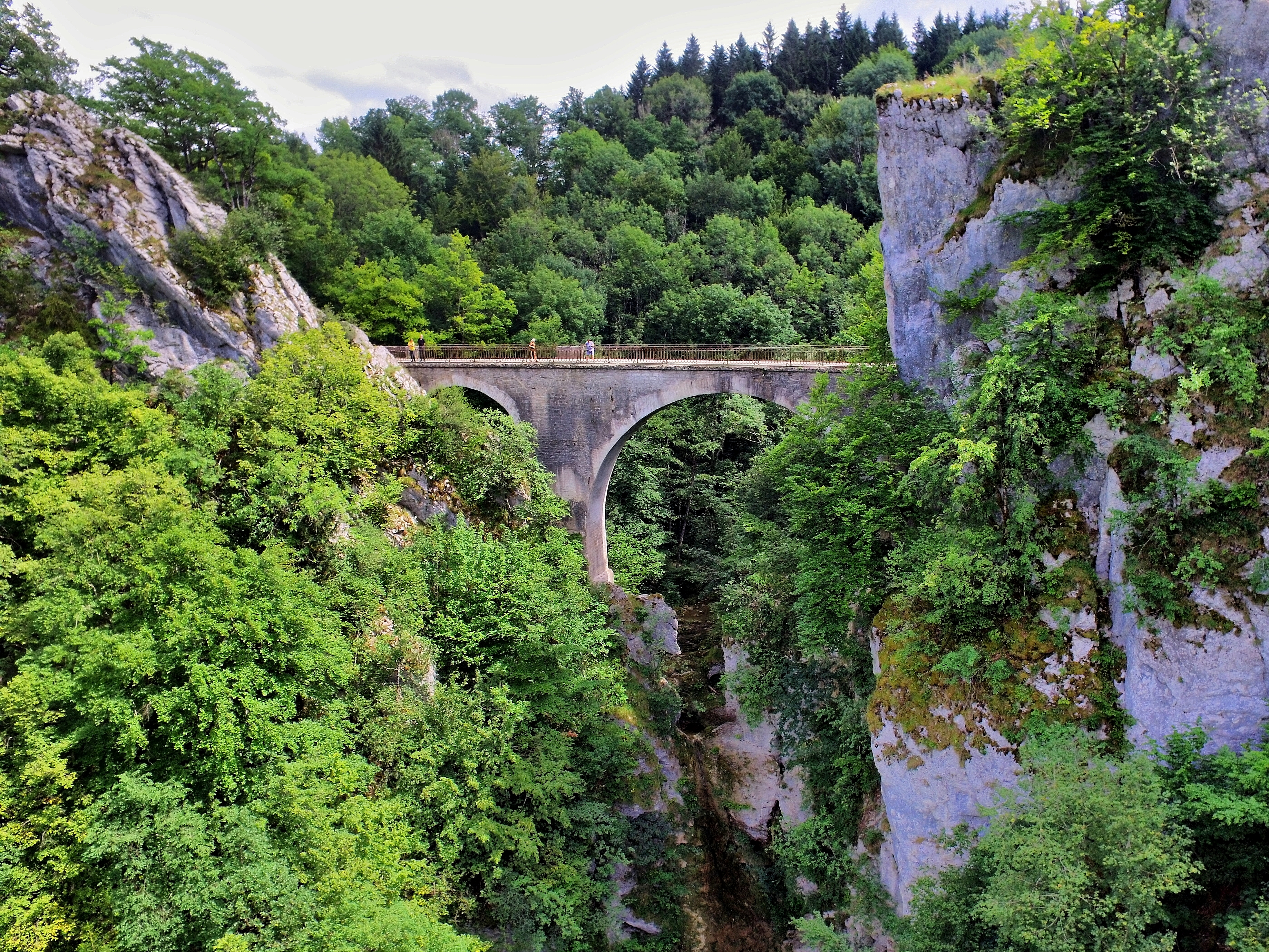
Le pont du Diable (vue aval).
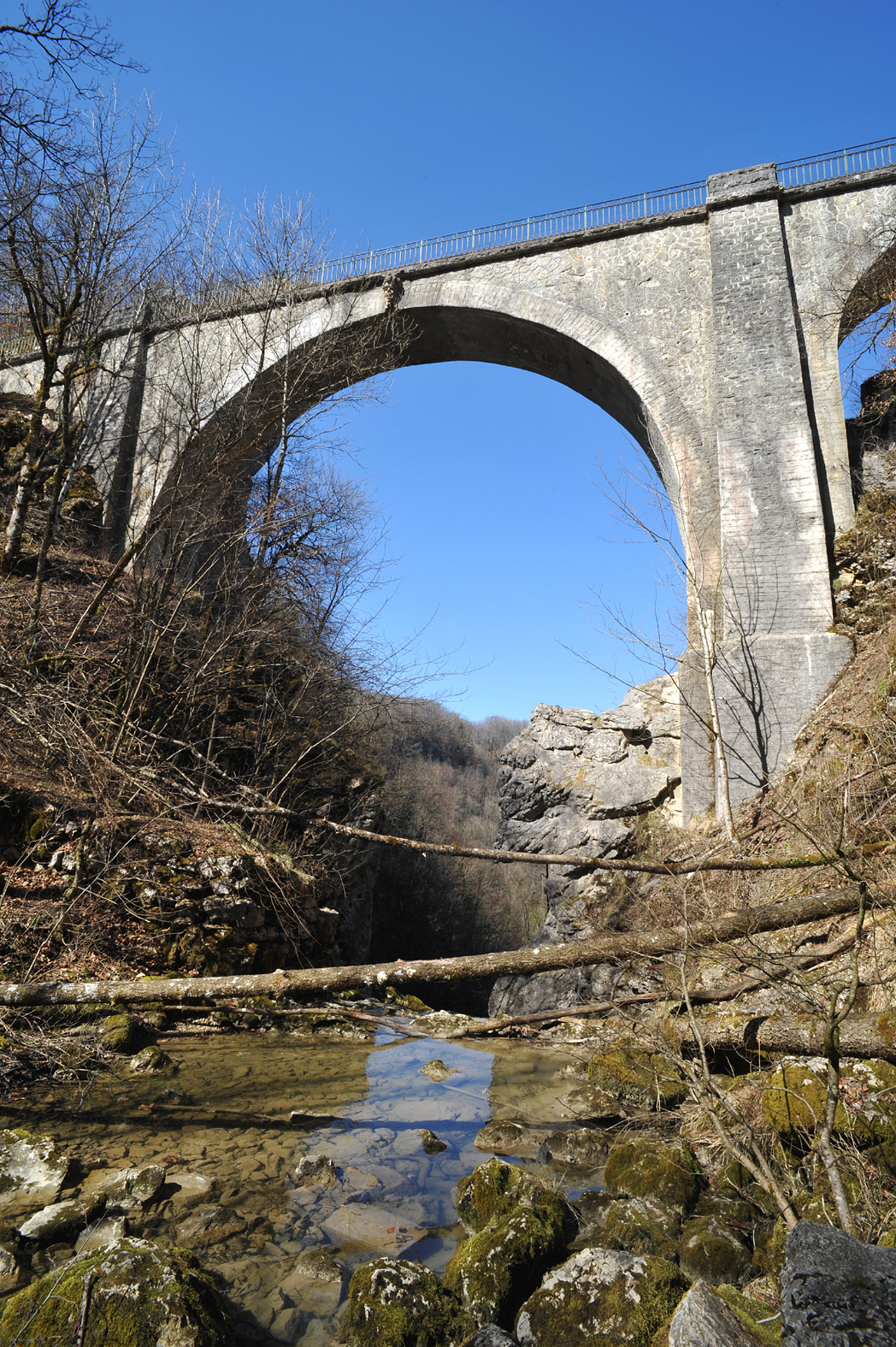
Pont du Diable.
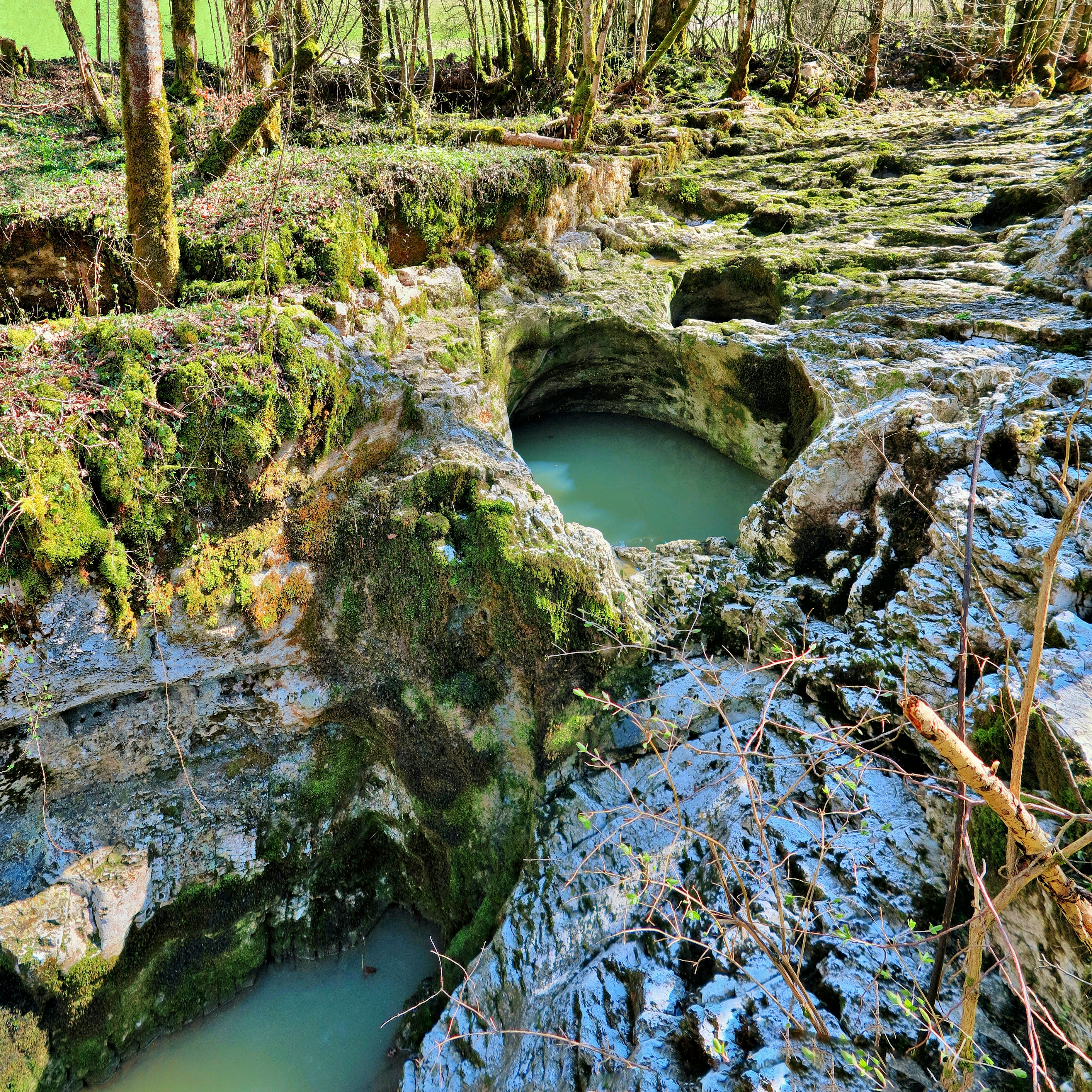
Marmites de géant sur le ruisseau de château-Renaud.
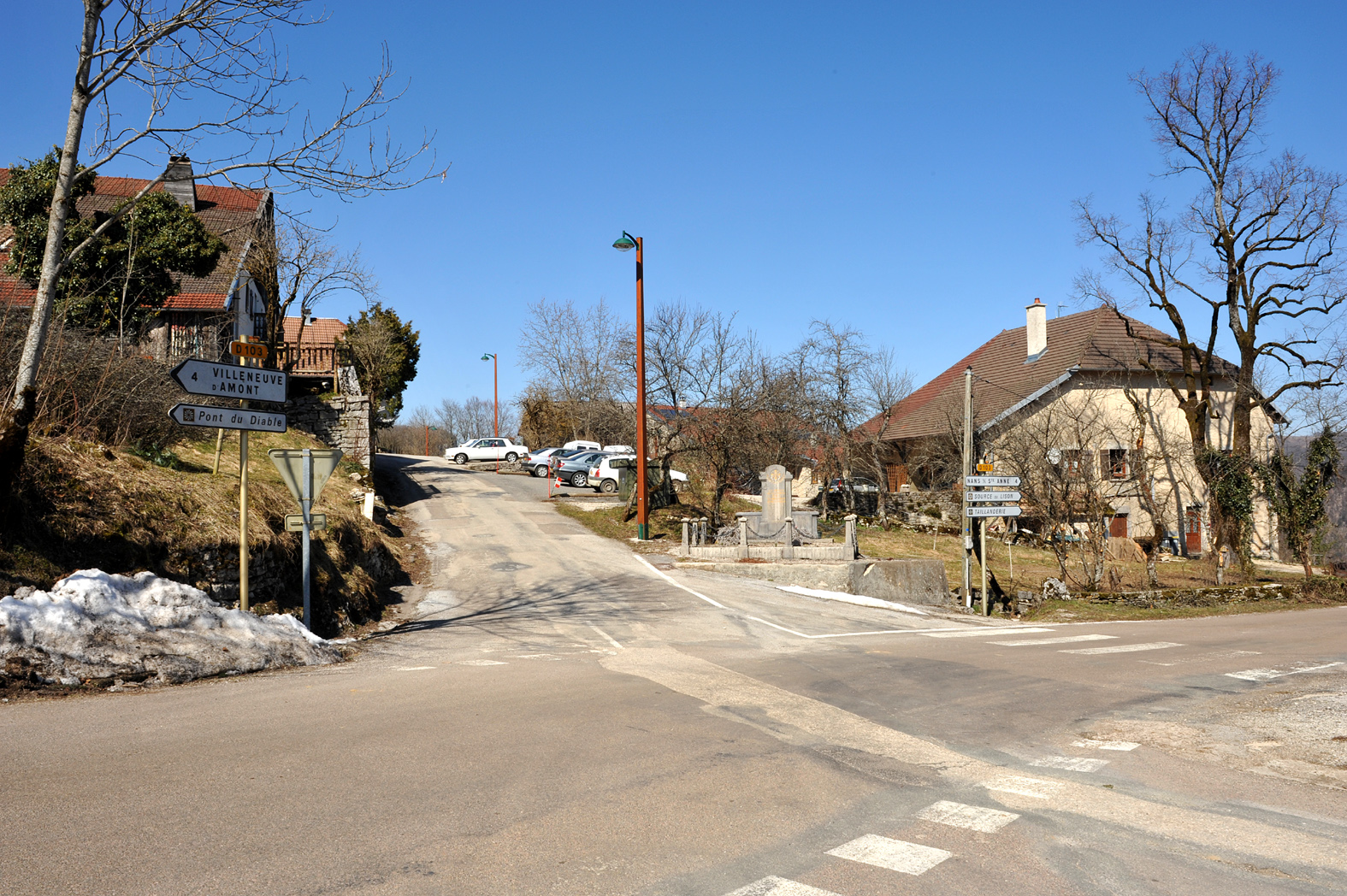
Carrefour à Crouzet-Migette.